# Daewon Song

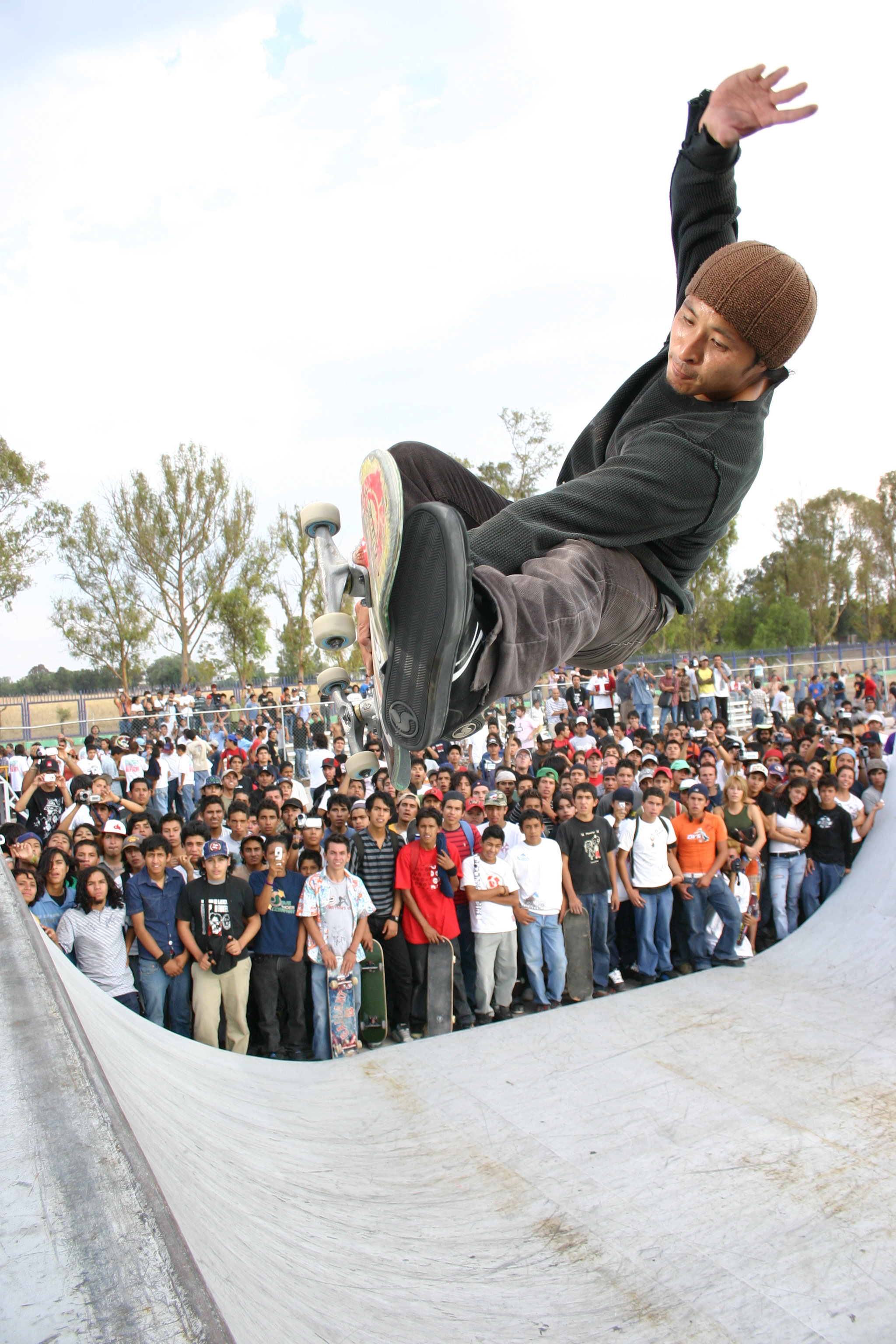
Daewon Song (2006)

Daewon David Song (gebürtig Song Dae-won; * 19. Februar 1975 in Seoul) ist ein US-amerikanischer Profi-Skateboarder koreanischer Abstammung. Er gilt als einer der technisch besten Profiskater der Welt.
Song wurde in Seoul (Südkorea) geboren. Seine Familie zog nach Hawaii als er ein Jahr alt war, mit zwei Jahren zogen sie nach Gardena (Kalifornien). Hier wuchs Song bei seinen Großeltern und bei seiner älteren Schwester auf und begann im Alter von 13 Jahren mit dem Skateboarden.
Song fährt vorwiegend Street sowie standardmäßig in der „Goofy“-Stellung. Schon nach wenigen Jahren wurde er bei einer Demo-Tour von einem Talentscout der Skateboardfirma Gemco entdeckt und unter Vertrag genommen. Später wurde er von World Industries gesponsert und erschien auch 1992 in deren Video Love Child. Sieben Jahre später kündigte er den Vertrag und gründete seine eigene Firma namens Deca. Im Jahr 2006 wurde Song vom Skateboardmagazin Thrasher zum Skater of the Year gekürt. Im selben Jahr gewann er für seine Videoperformance Skate More den Annual TransWorld Skateboarding Award in der Kategorie Video Part des Jahres.
Momentan wird Song von Tensor, Adidas, Spitfire, Matix und Active Mailorder gesponsert. Sein bekanntestes Skateboardvideo trägt den Titel Rodney Mullen vs. Daewon Song, das er mit seinem guten Freund Rodney Mullen gedreht hat. Song Dae-won ist zudem ein spielbarer Charakter in einigen Teilen der Tony-Hawk’s-Videospielreihe.
Im Oktober 2018 gab Song bekannt, dass er nach 15 Jahren nicht mehr für seinen Boardsponsor Almost Skateboards fährt, den er 2003 mitgegründet hatte. Zusammen mit Torey Pudwill hat Song daraufhin die Marke Thankyouskateco gegründet.

## Privates
Song ist Pescetarier und hat einen Sohn. Er lebt in San Pedro, Los Angeles.